# Gryllotalpa howensis
Gryllotalpa howensis är en insektsart som beskrevs av Tindale 1928. Gryllotalpa howensis ingår i släktet Gryllotalpa och familjen mullvadssyrsor. Inga underarter finns listade i Catalogue of Life.